# Klašnić
Klašnić (em cirílico: Клашнић) é uma vila da Sérvia localizada no município de Mionica, pertencente ao distrito de Kolubara, na região de Kolubara Podgorina. A sua população era de 107 habitantes segundo o censo de 2011.

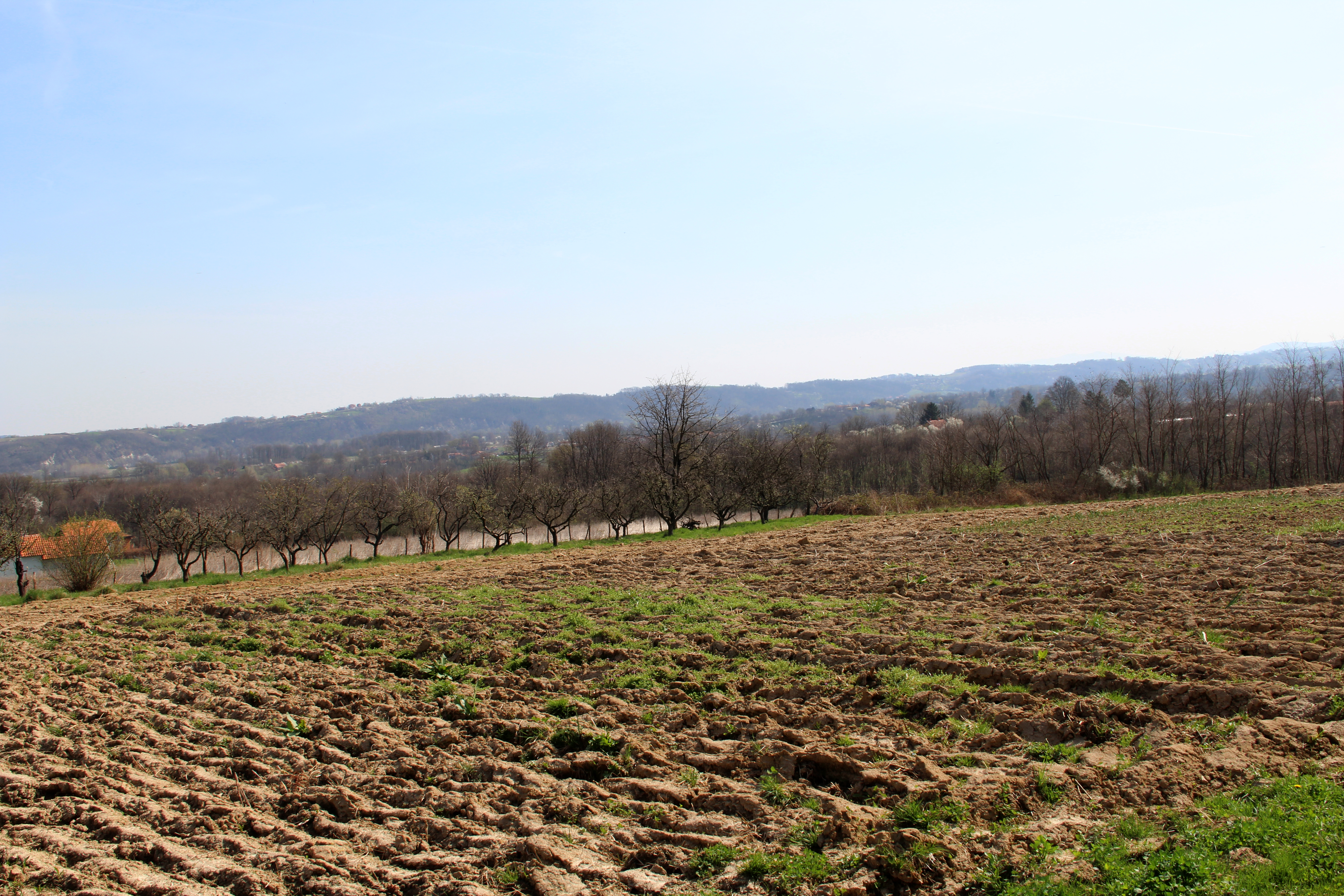
Klasnic - panorama
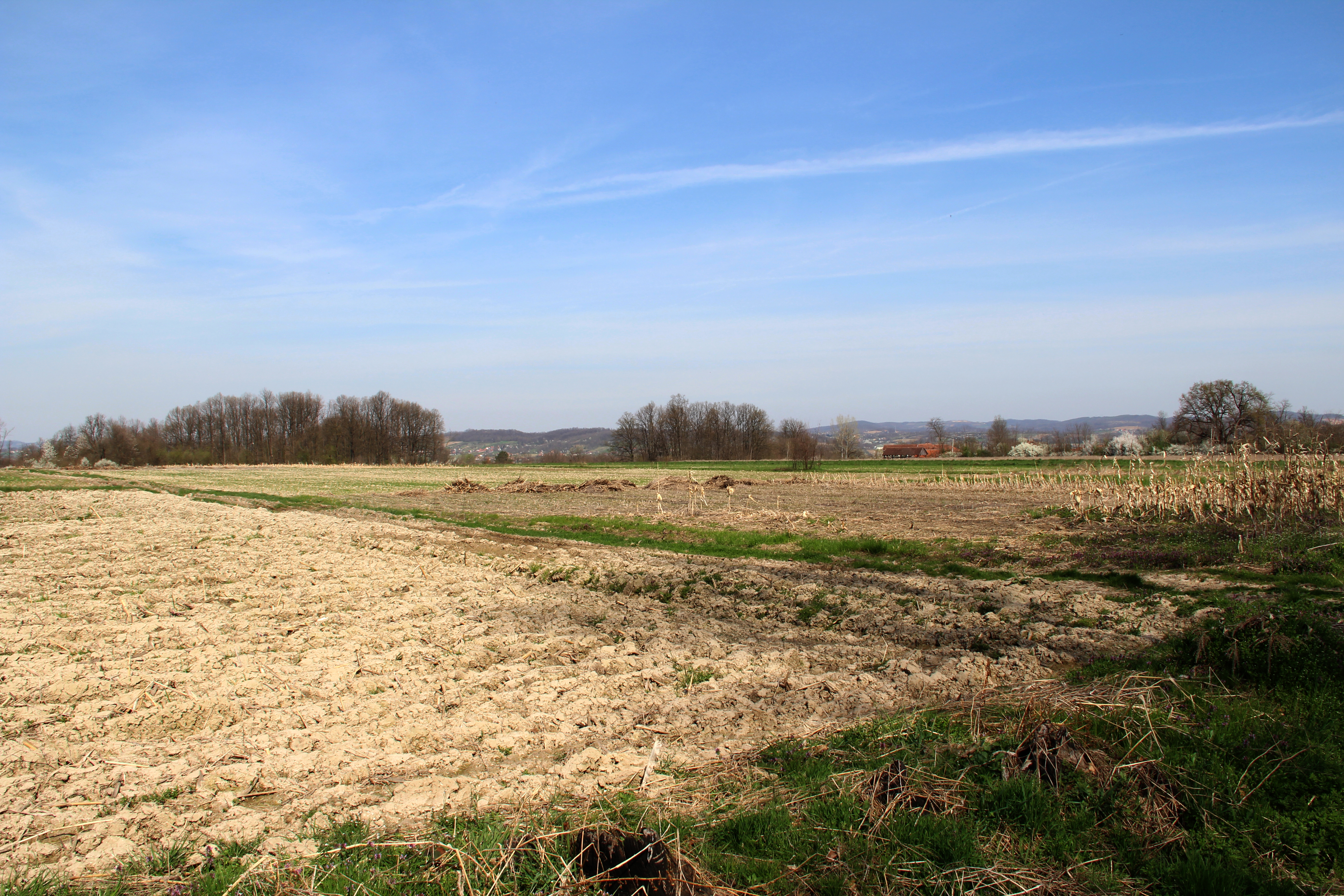
Klasnic - panorama
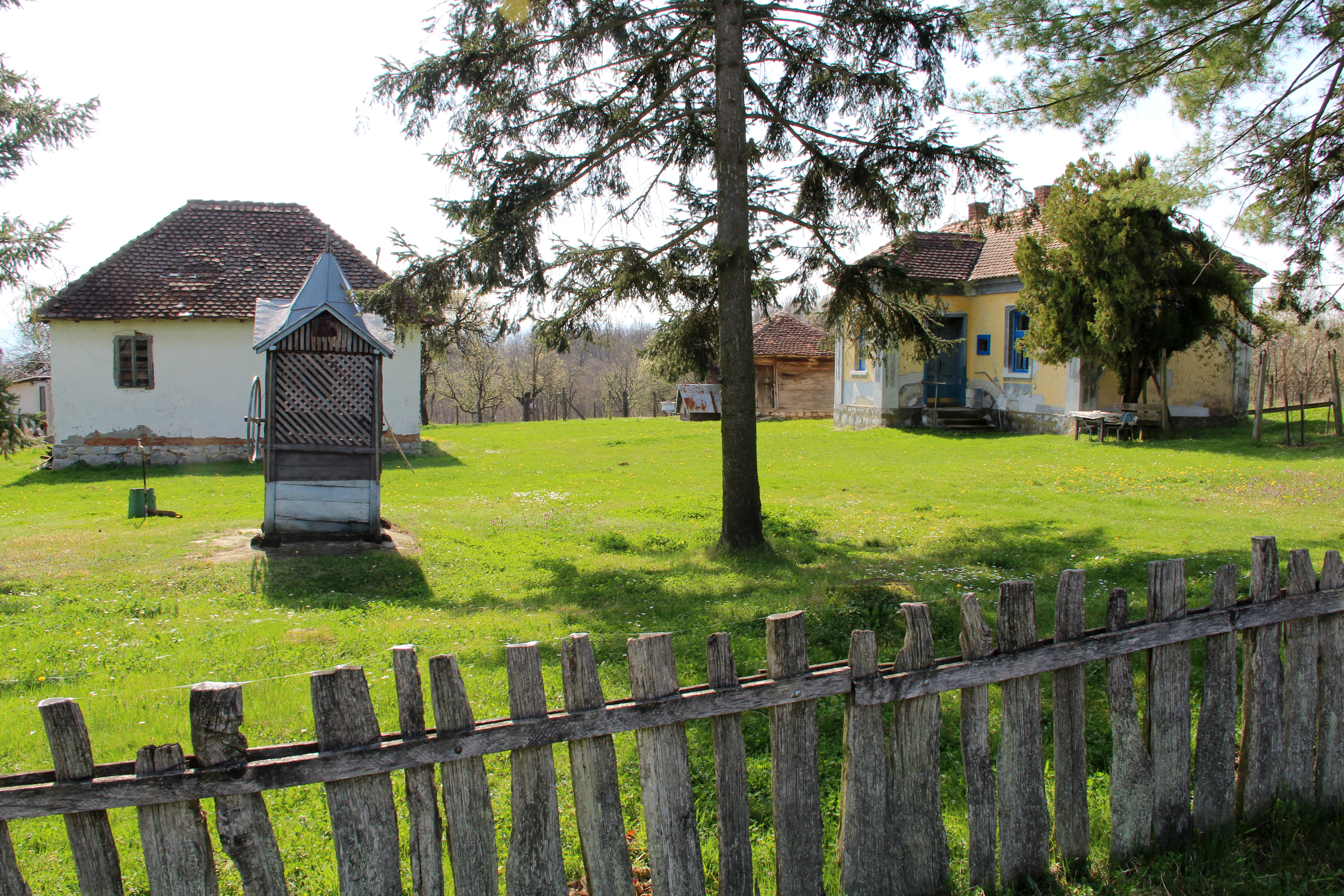
Klasnic - famílias rurais
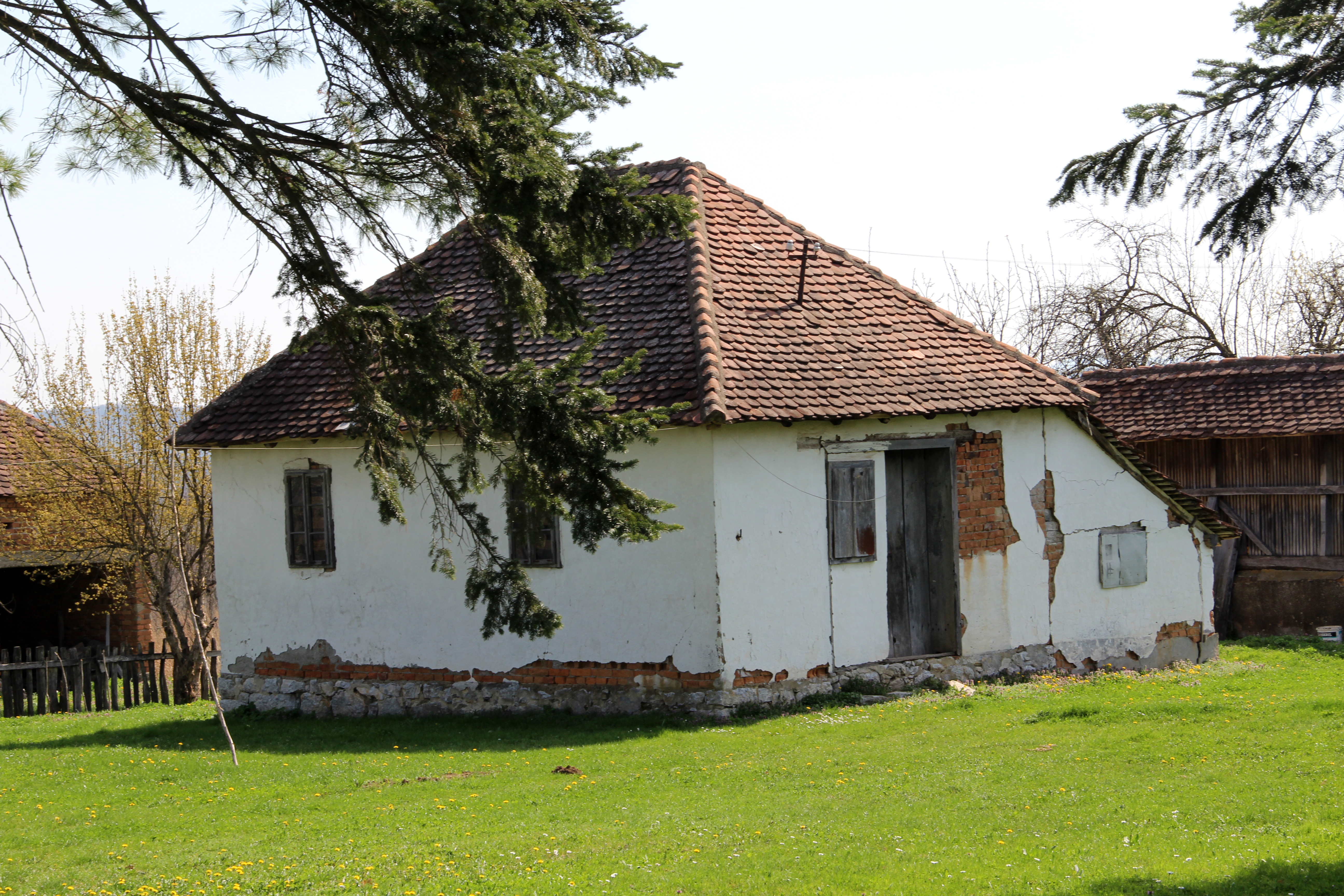
Klasnic - famílias rurais
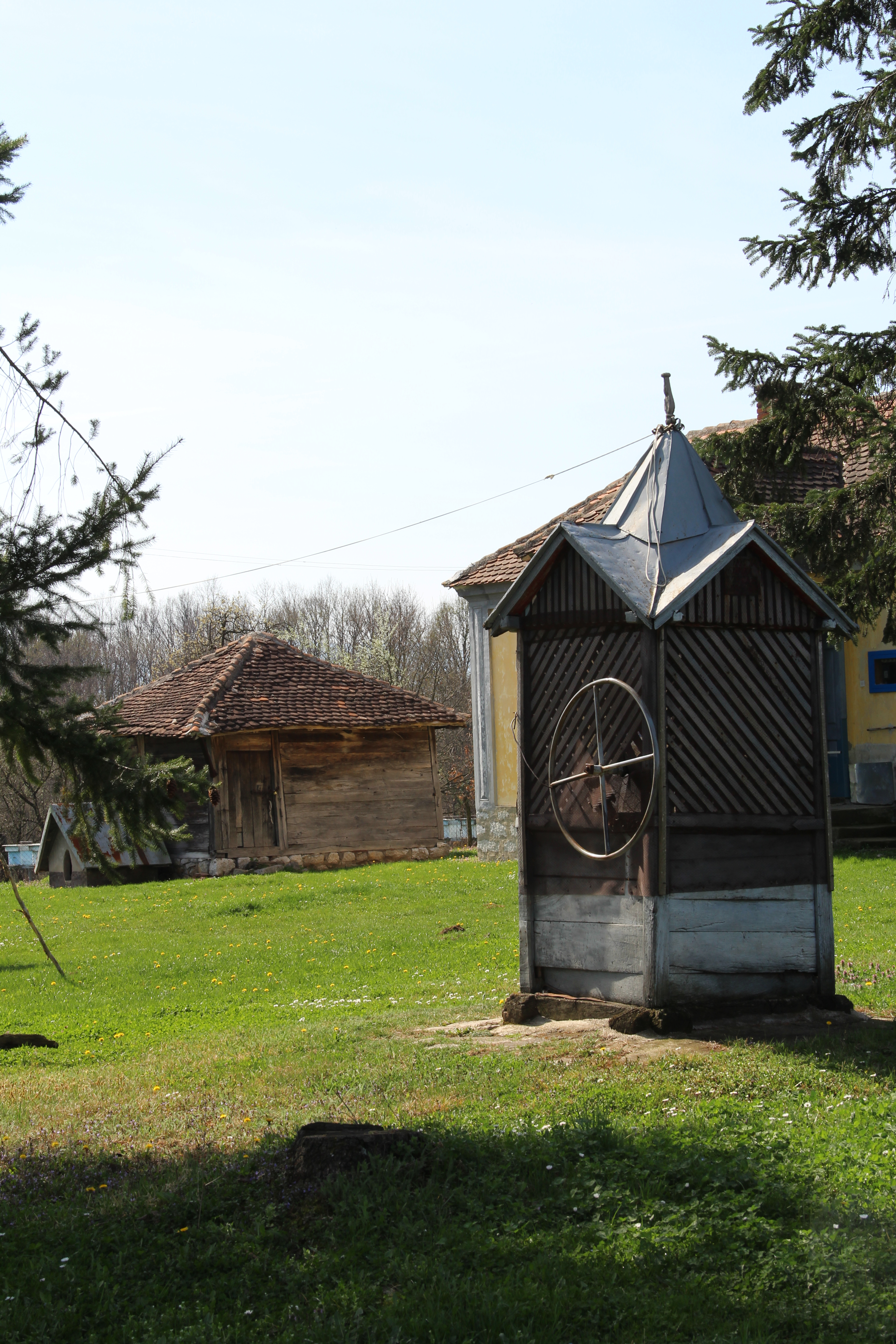
Klasnic - famílias rurais
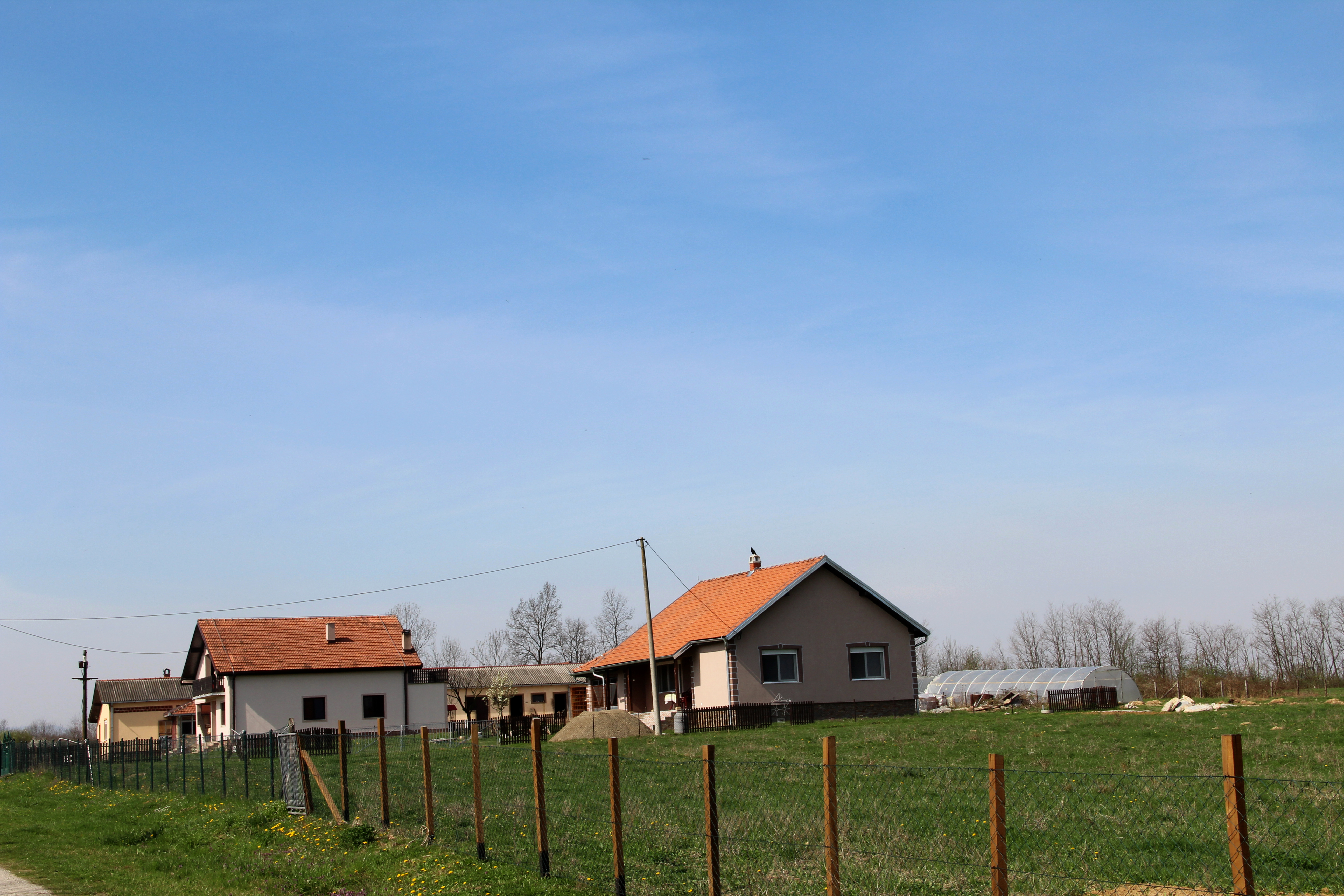
Klasnic - famílias rurais

## Demografia
| 1948 | 1953 | 1961 | 1971 | 1981 | 1991 | 2002 | 2011 |
| ---- | ---- | ---- | ---- | ---- | ---- | ---- | ---- |
| 218  | 221  | 217  | 185  | 143  | 122  | 128  | 107  |